# 東海大学大学院産業工学研究科
東海大学大学院産業工学研究科（とうかいだいがくだいがくいんさんぎょうこうがくけんきゅうか、英称：The Graduate School of Industrial Engineering）は、熊本県熊本市東区にキャンパスを構えていた東海大学の大学院の1つ。
日本にある大学院の研究科のうち、産業工学分野の高度な教育研究を行う機構の1つである。
2008年4月に創設され、2018年まで存在した。

## 概要
2008年に、東海大学大学院の研究科の1つとして開設。本研究科は、生産工学専攻（英称：Course of Production Engineering）、情報工学専攻（英称：Course of Information Engineering）、社会開発工学専攻（英称：Course of Architecture and Civil Engineering）の3専攻からなる修士課程を設置。学位は、「修士（工学）」（英称：Master of Engineering）を3専攻ともに設定している。また、博士課程としては、2005年に当時の九州東海大学と北海道東海大学、そして東海大学による博士課程のみで構成される三大学の「連合大学院博士課程（現在の、総合理工学研究科、地球環境科学研究科及び生物科学研究科）」（大学院設置基準第7条に基づく）が用意されている。なお、同じキャンパス内にある産業工学部は、2013年4月より基盤工学部へと学部が改組される。
沿革
- 1990年4月 - 前身の九州東海大学 工学研究科が開設。生産工学専攻と情報工学専攻の2専攻を設置。
- 1993年4月 - 社会開発工学専攻を増設し、3専攻となる。
- 2008年4月 - 吸収統合した九州東海大学 工学研究科を改組し、産業工学研究科を開設。
- 2018年3月 - 廃止